# Flic ou Voyou
Pour l'épisode de série télévisée, voir Saison 2 de Blue Bloods#Épisode 3 : Flic ou Voyou.
Pour plus de détails, voir Fiche technique et Distribution.
Flic ou Voyou est un film français réalisé par Georges Lautner, sorti en 1979.

## Résumé
À Nice, une guerre des gangs entre deux truands locaux, Achille Volfoni dit « le Corse » et Théodore Musard dit « l'Auvergnat », fait rage dans la ville. La police ne peut l'arrêter en raison de la complicité de certains représentants de l'ordre avec les deux caïds. C'est dans ce contexte que le commissaire Bertrand, policier notoirement ripou, est assassiné dans une chambre d'hôtel, alors qu'il s'y trouvait en compagnie d'une prostituée, également tuée. Deux policiers ripoux, Rey et Massard, maquillent la mort du commissaire en assassinat durant son service. 
Le commissaire divisionnaire Stanislas Borowitz, de la « police des polices », usant de méthodes particulièrement expéditives pour contrer les ripoux, est envoyé de Paris avec l'accord du commissaire niçois Grimaud afin de « nettoyer » la ville de Nice de ses truands et de la corruption policière, tout en enquêtant sur le meurtre du commissaire Bertrand. Afin de mener au mieux son enquête, il se fait passer pour le frère de la prostituée, un petit malfrat d'origine calabraise du nom d'Antonio Cerruti.  
Borowitz décide de monter le Corse et l'Auvergnat l'un contre l'autre. En se faisant passer pour un gangster de Volfoni (le Corse), il capture Musard (l'Auvergnat) avant de le faire se déshabiller et à le laisser nu en pleine rue, puis fait sauter son bureau situé dans son casino. Deux jours plus tard, intercepte une arrivée de drogue pour Musard et refait sauter son bureau. Entre-temps, après avoir rencontré la veuve du commissaire défunt, il saccage le bar appartenant à Volfoni (le Corse), puis y retourne l'incendier le soir suivant, tout en faisant porter le chapeau à Musard. Parallèlement à son enquête, il rencontre la riche romancière Edmonde Puget-Rostand, avec laquelle il entame une liaison. Au cours de son enquête, il découvre que Rey et Massard sont de mèche avec le Corse. Ceux-ci tentent de piéger "Cerruti" pour le meurtre de Mario, proxénète du Corse. Heureusement pour Borowitz, tout le monde ignorait sa véritable identité, à l'exception de son ami le commissaire Grimaud.
Mais son enquête est perturbée par l'irruption de sa fille, Charlotte, âgée de quatorze ans et au caractère bien trempé, qui s'est échappée de son pensionnat en Angleterre. Lorsque Rey et Massard découvrent la vérité à propos de Borowitz, le premier décide de l'assassiner. Borowitz réplique avant lui, l'abat, et n'hésite pas à faire porter le chapeau à Volfoni qui se retrouve alors inculpé pour le meurtre de Rey. Aussi, lorsque Musard et ses hommes enlèvent Charlotte, Borowitz pense que c'est Volfoni le responsable. Passant outre l'avis de Grimaud, Borowitz fait cavalier seul et, aidé d'un ancien collègue et ami, Cazauban, extrait Volfoni de sa cellule et le séquestre. Mais il reçoit un appel téléphonique d'Edmonde qui a reçu un colis contenant une chaussure et un numéro de téléphone noté sur un papier. Borowitz appelle et découvre que c'est Musard (l'Auvergnat) qui est derrière l'enlèvement de Charlotte. Massard, qui s'est acoquiné avec l'Auvergnat depuis l'arrestation du Corse, propose son aide à Borowitz afin de libérer sa fille. Massard tue Musard et ses hommes, libère Charlotte et l'amène auprès de son père.
Borowitz laisse Massard partir avec le Corse menotté à une voiture de police, avant de mettre son plan à exécution en les piégeant grâce à un barrage de gendarmerie. En tentant de fuir, Massard et Volfoni sont tués. Leur voiture, mitraillée par la gendarmerie, fait une chute d'un pont et atterrit sur la voie ferrée avant d'être percutée par un train. Borowitz repart vers Paris avec Charlotte, en disant au revoir à Edmonde.

## Fiche technique
- Titre : Flic ou Voyou
- Réalisation : Georges Lautner
  - Premier assistant réalisateur : Jean-Michel Carbonnaux
- Stagiaire : Dominique Brunner
- Scénario : Jean Herman, d'après le roman L'Inspecteur de la mer, de Michel Grisolia
  - Dialogue : Michel Audiard
- Directeur de la photographie : Henri Decaë
- Décors : Tony Roman
  - Décors de plateau : Alain Gaudry
- Costumes : Paulette Breil, Marie-Françoise Perochon et Andrée Ramoin
- Montage : Michelle David
- Son : Alain Sempé
- Musique : Philippe Sarde
  - La musique du film est interprétée par : Chet Baker - Trompette ; Ron Carter - Basse ; Billy Cobham - Batterie ; Larry Coryell - Guitare ; Hubert Laws - Flûte ; Hubert Rostaing - Clarinette ; Maurice Vander (non crédité) - Piano ;  François Rabbath - Willy Lockwood Contrebasse
- Coordinateur des cascades : Claude Carliez
- Coordinateur des cascades automobiles : Rémy Julienne
- Effets spéciaux : Jean-Louis Trinquer
- Générique et trucages : Georges Pansu (Eurocitel)
- Bruitages : Jean-Pierre Lelong
- Producteur délégué : Alain Poiré
  - Directeur de production : Robert Sussfeld et Alain Belmondo
- Régie générale : René Brun
- Pays d'origine :  France
- Tournage : 
  - Budget : 15 millions de francs[1] (soit environ 7,9 millions d'euros en 2022[2])
  - Langue : français
  - Extérieurs : Alpes-Maritimes[3]
- Format : couleur par Eastmancolor – 1,66:1 – son monophonique
- Genre :  comédie policière  action
- Durée : 107 minutes
- Date de sortie :
  - France : 28 mars 1979
- Affiche : Illustration Jean Mascii (France)

## Distribution
- Jean-Paul Belmondo : le commissaire divisionnaire Stanislas Borowitz, alias Antonio Cerutti
- Georges Géret : Théodore Musard, dit « L'Auvergnat »
- Marie Laforêt : Edmonde Puget-Rostand
- Jean-François Balmer : l'inspecteur Georges Massard
- Claude Brosset : Achille Volfoni, dit « Le Corse »
- Julie Jézéquel : Charlotte, la fille de Borowitz
- Michel Beaune : Marcel Langlois
- Tony Kendall (doublé par Gérard Hernandez) : l'inspecteur Rey
- Catherine Lachens : Simone Langlois
- Juliette Mills : Mme Bertrand
- Venantino Venantini : Mario
- Charles Gérard : Cazauban
- Michel Galabru : le commissaire Grimaud
- Philippe Castelli : l'inspecteur du permis de conduire
- Marc Lamole : le substitut
- Michel Peyrelon : Camille
- Nicolas Vogel : Marcel Gaston
- Mireille Orsini : Mme Cerutti
- Valérie Kirkorian : Rita
- Patrick Rocca : le directeur du casino
- Bernard Fontaine : le fourgue
- José Gonel : « tonton Michel », le vieux monsieur au lapin en peluche
- Michèle Jacquetty : la fille du camping
- Henri Attal : le chef de transmission
- Louis-Joachim Candela : le voyou n°1
- Henri Dugène : le voyou n°2
- Antoine Mazelli : le décorateur
- Roberty : le commerçant
- René Tramoni : le voyou n°3
- Jacques Lejeune : Louis
- Jean Marsiglia : le chauffeur de taxi
- Maïté Masson : la prostituée du motel
- Georgia Bailet : Geneviève
- Brigitte Bywalski : l'hôtesse de l'air
- Ceb : Ceb, le boutiquier
- Maurice Auzel : un flic (non crédité)

## Autour du film
- Flic ou voyou est le premier film de la carrière de Jean-Paul Belmondo à dépasser le million d'entrées sur Paris et sa périphérie[4]. Les scénaristes ont alors l’idée de faire un second film à son intention : Le Guignolo. On y retrouve, outre Belmondo, la plupart des autres comédiens du film : Georges Géret, Charles Gérard, Michel Galabru, Philippe Castelli, Tony Kendall ainsi que Michel Beaune.

- Une grande partie du film a été tournée à Nice : on peut y voir la promenade des Anglais à plusieurs reprises, la place Masséna où l'Auvergnat (Georges Géret) se retrouve nu, le Vieux-Nice (bar des Langlois), le port où Rey et Massard discutent, etc. La scène de l'examen du permis de conduire a été tournée dans le quartier Saint-Maurice autour du Parc Chambrun. Le commissariat de police se situe dans les locaux du Palais de la Préfecture. Belmondo prend la fuite en tyrolienne sur le chantier du parc d'attraction Zygofolis. Les scènes au début du film se déroulent à Èze et Cap-d'Ail tandis que le camping Le Pylone se situe à Antibes et le casino à Juan-les-Pins. Les scènes d'intérieur ont été tournées aux studios de la Victorine.
- C'est la première fois que Belmondo est dirigé par Georges Lautner. Au total, ils tourneront ensemble cinq films. Suivront en effet Le Guignolo (1980), Le Professionnel (1981), Joyeuses Pâques (1984) et L'Inconnu dans la maison (1992).

- C'est le premier des trois films mettant en vedette simultanément Jean-Paul Belmondo et Marie Laforêt, qui tourneront ensuite ensemble Les Morfalous et Joyeuses Pâques.

- Le film comporte plusieurs allusions aux Tontons flingueurs, film du même réalisateur et du même dialoguiste :
  - le titre du film que plusieurs personnages vont voir dans un cinéma est Le Terminus des prétentieux, titre prévu initialement pour les Tontons flingueurs et mentionné dans une réplique de Bernard Blier. Les images de ce film sont extraites de la séquence générique d’un autre film de Georges Lautner, Pas de problème ! mais les commentaires de Charlotte à Stanislas au sujet de ce qu'il a manqué du film sont imaginaires puisque dans le vrai film rien ne s'est passé avant la séquence projetée à ce moment précis ;
  - le personnage de Claude Brosset s’appelle Volfoni, nom porté par les personnages de Bernard Blier et Jean Lefebvre dans les Tontons flingueurs ;
  - l’acteur italien Venantino Venantini, qui joue ici le rôle de Mario, tenait celui de Pascal dans les Tontons flingueurs. La rencontre de Mario avec Borowitz rappelle également les scènes de « bourre-pif » des Tontons Flingueurs : Mario ouvre la porte et le poing de Belmondo apparaît de la droite de l'écran pour lui infliger un direct au visage.

- La petite voiture de sport découverte de Stanislas Borowitz est une Caterham Super seven.

- Dans ce film tout comme dans les quatre autres réalisés par Lautner avec Belmondo au générique, la mère du réalisateur, Renée Saint-Cyr, n'apparait pas. Elle est pourtant toujours présente dans les autres films de Lautner à cette époque. Les seconds rôles fétiches du cinéaste (Jean Luisi, Henri Cogan, Robert Dalban) sont également absents, remplacés par ceux de Belmondo (Claude Brosset, Michel Beaune, Charles Gérard). Cela semble montrer que le « bankable » Belmondo a pesé sur le casting.

- L'arme de Stanislas Borowitz est un Colt Python calibre .357 Magnum à canon long. Jean-Paul Belmondo utilise la même arme dans Le Professionnel.
- La scène du début où Belmondo arrive en voiture sur la Côte d'Azur a été tournée sur la route de La Turbie (D37) dans le virage où la Princesse Grace de Monaco aura son accident mortel deux ans après (on voit en fond Saint-Jean-Cap-Ferrat).

## Distinctions
- Prix Golden Screen (Allemagne) en 1980.